# Tro Bro Léon 2022
De 38e editie van de Tro Bro Léon werd verreden op 15 mei 2022. Start en finish vonden plaats in Lannilis. Titelverdediger was de Brit Connor Swift. Deze editie werd gewonnen door Hugo Hofstetter. Na een zwaar koersverloop wist hij Luca Mozzato te verslaan in de sprint. Swift wist deze editie als derde te eindigen.
De race was onderdeel van de UCI ProSeries van 2022 en van de Coupe de France.

## Uitslag
| Plaats  | Naam              | Ploeg                       | tijd     |
| ------- | ----------------- | --------------------------- | -------- |
| Winnaar | Hugo Hofstetter   | Arkéa Samsic                | 5u07'15" |
| 2       | Luca Mozzato      | B&B Hotels-KTM              | z.t.     |
| 3       | Connor Swift      | Arkéa Samsic                | +9"      |
| 4       | Arnaud De Lie     | Lotto Soudal                | +30"     |
| 5       | Samuel Watson     | Groupama-FDJ                | z.t.     |
| 6       | Matis Louvel      | Arkéa Samsic                | z.t.     |
| 7       | Laurent Pichon    | Arkéa Samsic                | z.t.     |
| 8       | Morné van Niekerk | Saint Michel-Mavic-Auber 93 | z.t.     |
| 9       | Stan Dewulf       | AG2R-Citroën                | z.t.     |
| 10      | Mathieu Ladagnous | Groupama-FDJ                | +33"     |

1984 · 1985 · 1986 · 1987 · 1988 · 1989 · 1990 · 1991 · 1992 · 1993 · 1994 · 1995 · 1996 · 1997 · 1998 · 1999 · 2000 · 2001 · 2002 · 2003 · 2004 · 2005 · 2006 · 2007 · 2008 · 2009 · 2010 · 2011 · 2012 · 2013 · 2014 · 2015 · 2016 · 2017 · 2018 · 2019 · 2020 · 2021 · 2022 · 2023 · 2024